# Nalle Puh – Vårkul med Ru
Nalle Puh – Vårkul med Ru (engelska: Winnie the Pooh: Springtime with Roo) är en animerad film från 2004 med Nalle Puh, producerad av Walt Disney Pictures.

## Om filmen
Filmen är en direkt till video-film och släpptes på amerikansk VHS och DVD den 9 mars 2004. Inför filmens 10-årsjubileum 2014 släpptes den på Blu-ray.
Till skillnad från alla andra direkt till video-filmer om Nalle Puh med olika teman återanvänder denna inga avsnitt från TV-serien Nya äventyr med Nalle Puh eller någon form av arkivmaterial från tidigare produktioner.
Delar av filmens handling bygger på Charles Dickens roman En julsaga, som dock har förflyttats från jul till påsk.

## Rollista
| Roll         | Originalröst       | Svensk röst       |
| Ru           | Jimmy Bennett      | Linus Hallström   |
| Kanin        | Ken Sansom         | Charlie Elvegård  |
| Nalle Puh    | Jim Cummings       | Guy de la Berg    |
| Tiger        | Jim Cummings       | Rolf Lydahl       |
| Nasse (tal)  | John Fiedler       | Michael Blomqvist |
| Nasse (sång) | Jeff Bennett       | Michael Blomqvist |
| I-or         | Peter Cullen       | Bengt Skogholt    |
| Kängu        | Kath Soucie        | Ayla Kabaca       |
| Berättare    | David Ogden Stiers | Ingemar Carlehed  |